# ディノブレイカー
『ディノブレイカー』は、2004年にXEBECが制作し、2005年1月からアメリカのカートゥーンネットワークで放送されたテレビアニメ。日本では2005年12月6日から2006年9月19日までアニマックスで放送され、2006年11月よりバンダイチャンネルキッズにてインターネット配信もされた。全40話。
アメリカ放送時のタイトルはD.I.C.E.（ダイス）であり、本タイトルは日本放送時に改題されたもの。

## ストーリー
サービリオン銀河を股にかけ、星から星へ、助けを求める人々の元に誰よりも早く駆けつける宇宙の何でも屋「D.I.C.E.」（Dinobreaks Integrated Cybernetic Enterprises）。その中でも未成年の少年少女のみで構成される最年少部隊「DICE F-99」の活躍を、彼らの駆る恐竜型生体兵器「ディノブレイカー」との絆と共に描く。

## 登場人物

### D.I.C.E.
フォートレス第99番艦（ダイスF-99）
- ジェット・シーゲル（声：阪口大助）
- タック・カーター（声：千葉進歩）
- ロベール・クラピッシュ（声：杉山紀彰）
- マルコ・ロッカ（声：川田紳司）
- サム・ンドゥール（声：松元惠）
- チャオ・リー（声：三宅健太）
- マーシャ・リザノフ（声：かかずゆみ）
- パフィ・エンジェル（声：渡辺明乃）
- ゲンナイ（声：石村知子）
- シード支店長（声：中村大樹）
- モーク
- リョータク（声：宮澤正）

ダイスC-01
- マキアート（声：櫻井孝宏）

ダイスE-01
- パイク（声：藤原啓治）

### ヘロンナイツ
- ザバ＝ガン（声：中井和哉）
- イベル＝デム（声：遠近孝一）
- ウル＝メサル（声：桐井大介）
- エイン＝ラト（声：乃村健次）
- アマ＝ラル（声：中村千絵）

### ヘロン人
- クロ＝ザン（声：恒松あゆみ）
- 生命王（声：梁田清之）

### その他
- ダーク・ファントム（声：川原慶久）
- ナレーション（声：三宅健太）

## ディノブレイカー
様々な人間がパートナーとして持つ、恐竜型の機械生命体。その多くが可変機能を備え、ビークルモード（乗り物形態）から「○○（ディノブレイカー名）、ディノブレイク!」と叫ぶことによりディノモード（恐竜形態）に変形する。

### D.I.C.E.
- モトラプター

ジェット・シーゲルの愛機。:ジェット・シーゲルの愛機。ビークルモードはオートバイとなり、ディノモードはヴェロキラプトルに変形する。後にアルトブレイカーにパワーアップした。
- ディメトローダー

タック・カーターの愛機。ビークルモードはスポーツカーとなり、ディノモードはディメトロドンに変形する。
- パラトライカー

サム・ンドゥールの愛機。ビークルモードは三輪自動車となり、ディノモードはパラサウロロフスに変形する。
- ホバープテラ

ロベール・クラピッシュの愛機。ビークルモードはホバージェットとなり、ディノモードはプテラノドンに変形する。
- モノクローラー

マルコ・ロッカの愛機。ビークルモードはドリル戦車となり、ディノモードはモノクロニウスに変形する。
- モトレックス

シードの愛機。ビークルモードはオートバイとなり、ディノモードはティラノサウルスに変形する。
- ランベオトラッカー

マキアートの愛機。ビークルモードはスポーツカーとなり、ディノモードはランベオサウルスに変形する。
- ホバーリンクス

パイクの愛機。ビークルモードはホバージェットとなり、ディノモードはランフォリンクスに変形する。
- 母艦フォートレス
- ドラゴンフォートレス
- モトスティンガー

ビークルモードはオートバイとなり、ディノモードはヴェロキラプトルに変形する。

### その他
- ナイトレックス

ダーク・ファントムの愛機。ビークルモードはレーシングカーとなり、ディノモードはティラノサウルスに変形する。

### ヘロンナイツ
- スピノブレイバー

ザバ＝ガンの愛機。ディノモードはスピノサウルスに変形する。
- ラプトボルダー

ウル＝メサルの愛機。ディノモードはヴェロキラプトルに変形する。
- ステゴビゴラス

エイン＝ラトの愛機。ディノモードはステゴサウルスに変形する。
- アーケイガー

イベル＝デムの愛機。ディノモードは翼竜に変形する。
- アーケノーブル

アマ＝ラルの愛機。ディノモードは翼竜に変形する。

## 用語解説
- D.I.C.E.
  - Dinobreaks Integrated Cybernetic Enterprisesの略称[1]。サービリオン銀河を拠点に活動する組織。任務は政府機関や大企業からの要請を受け、災害救助や難事件の捜査、星間戦争の仲裁、はたまた迷子のペット探しまで多岐に渡る、文字通りの「何でも屋」である。
- ギルドジャケット
  - D.I.C.E.メンバーが任務遂行中、またはディノブレイカー操縦時に装着する強化装甲。

## スタッフ
- 監督：神谷純
- シリーズ構成：まさきひろ
- キャラクターデザイン：石原満
- メカデザイン：野中剛
- コンセプチュアルデザイン：小松田大全
- 美術監督：佐藤勝
- 色彩設計：松岡珠江
- 撮影監督：広瀬勝利
- CG監督：小林浩康
- 編集：坂本雅紀
- 音響監督：明田川仁
- プロデューサー：Carles McCarter（バンダイエンターテイメント）、下地志直（XEBEC）
- アニメーション制作：XEBEC
- 製作：BANDAI ENTERTAINMENT,INC(USA)

## 各話リスト
| 話数 | 放送日         | サブタイトル                            | 脚本              | 絵コンテ     | 演出     | 作画監督   |
| ---- | -------------- | --------------------------------------- | ----------------- | ------------ | -------- | ---------- |
| 1    | 2005年 12月6日 | SOSダイス! バイオプラント大崩壊         | 神谷純            | 神谷純       | 片貝慎   | 石原満     |
| 2    | 12月13日       | 海賊惑星に侵入せよ!                     | 白石雅彦          | どじゃがげん | 日下直義 | 池上太郎   |
| 3    | 12月20日       | プラズマブリザードを切り抜けろ!         | 田村竜            | 高橋順       | 高橋順   | 谷津美弥子 |
| 4    | 12月27日       | タイムリミット! 彗星爆破計画            | まさきひろ        | 高橋順       | 高橋順   | 植田実     |
| 5    | 2006年 1月10日 | 高速の怪物を捕えろ!!                    | 加戸誉夫          | 加戸誉夫     | 日下直義 | 池上太郎   |
| 6    | 1月17日        | ゴー! ラプター! グランプリを決めろ!     | 丸川直子          | どじゃがげん | 日下直義 | 池上太郎   |
| 7    | 1月24日        | 最果ての星への挑戦!                     | 荒木憲一          | どじゃがげん | 日下直義 | 池上太郎   |
| 8    | 1月31日        | 星間戦争5秒前                           | まさきひろ        | 片貝慎       | 片貝慎   | 足立慎吾   |
| 9    | 2月7日         | 遺跡の星のラビリンス                    | 山田健一          | どじゃがげん | 日下直義 | 池上太郎   |
| 10   | 2月14日        | モノクローラー通信不能! マルコ応答せよ! | 荒木憲一          | 村山靖       | 村山靖   | 津熊健徳   |
| 11   | 2月21日        | 対決! 超重力の星!                       | 山田健一          | まさきひろ   | 高橋順   | 谷津美弥子 |
| 12   | 2月28日        | ダークファントムはどこだ!?              | 山田健一          | どじゃがげん | 日下直義 | 池上太郎   |
| 13   | 3月7日         | 最大の危機! 立ち上がれジェット!!        | 山田健一          | どじゃがげん | 日下直義 | 池上太郎   |
| 14   | 3月14日        | 潜入! 恐怖のミュータント実験場!         | まさきひろ        | 片貝慎       | 片貝慎   | 前田明寿   |
| 15   | 3月21日        | 密猟者のワナ! クック鳥を救え!           | 山田健一          | 村山靖       | 片貝慎   | 足立慎吾   |
| 16   | 3月28日        | ギャングだらけの大冒険旅行              | 田村竜            | どじゃがげん | 日下直義 | 池上太郎   |
| 17   | 4月4日         | 逃亡アンドロイドを追え!                 | 白石雅彦          | どじゃがげん | 日下直義 | 池上太郎   |
| 18   | 4月11日        | 大捜索! 怪獣惑星デュラス!               | 荒木憲一          | 村山靖       | 岡崎幸男 | 高見明男   |
| 19   | 4月18日        | 弾丸特急を止めろ!                       | まさきひろ        | どじゃがげん | 日下直義 | 池上太郎   |
| 20   | 4月25日        | 帰らざる時                              | 白石雅彦          | 太田雅彦     | 岡崎幸男 | 高見明男   |
| 21   | 5月9日         | ヘロンの秘密にせまれ!                   | 神谷純 まさきひろ | 榎本明広     | 大槻敦史 | 高見明男   |
| 22   | 5月16日        | 犯人? ジェットの大脱走!                 | 田村竜            | 高橋順       | 高橋順   | 植田実     |
| 23   | 5月23日        | 秘宝? 幻のシタン文明!                   | 丸川直子          | 片貝慎       | 片貝慎   | 津熊健徳   |
| 24   | 5月30日        | 最終決戦! ダークファントムを救え!       | まさきひろ        | どじゃがげん | 日下直義 | 池上太郎   |
| 25   | 6月6日         | ダイス壊滅? 長老会の野望                | まさきひろ        | どじゃがげん | 日下直義 | 池上太郎   |
| 26   | 6月13日        | 大激戦! ダイスVSダイス!                 | まさきひろ        | どじゃがげん | 日下直義 | 池上太郎   |
| 27   | 6月20日        | 突入ヘロン宇宙! 新たな冒険!             | まさきひろ        | 神谷純       | 神谷純   | 石原満     |
| 28   | 6月27日        | 発進! ドラゴンフォートレス              | まさきひろ        | どじゃがげん | 日下直義 | 池上太郎   |
| 29   | 7月4日         | 剣の伝説                                | まさきひろ        | どじゃがげん | 日下直義 | 池上太郎   |
| 30   | 7月11日        | ガス惑星の決闘!                         | 杉浦真夕          | 村山靖       | 村山靖   | 津熊健徳   |
| 31   | 7月18日        | バイスの王国                            | 山田健一          | どじゃがげん | 日下直義 | 池上太郎   |
| 32   | 7月25日        | ジェット対ダークファントム!             | 田村竜            | 蒼桐光       | 大槻敦史 | 高見明男   |
| 33   | 8月1日         | モトラプター アルトブレイク!            | 田村竜            | どじゃがげん | 日下直義 | 池上太郎   |
| 34   | 8月8日         | ダークソード! ジェット決死の捜索        | 白石雅彦          | どじゃがげん | 日下直義 | 池上太郎   |
| 35   | 8月15日        | ディノブレイカー誕生の秘密              | 白石雅彦          | 村山靖       | 村山靖   | 宮田奈保美 |
| 36   | 8月22日        | 悲しみの兄弟対決!                       | 杉浦真夕          | どじゃがげん | 日下直義 | 池上太郎   |
| 37   | 8月29日        | ダイスという名の村                      | 杉浦真夕          | どじゃがげん | 日下直義 | 池上太郎   |
| 38   | 9月5日         | 総攻撃! 惑星アレク大攻防戦              | まさきひろ        | 太田雅彦     | 村山靖   | 津熊健徳   |
| 39   | 9月12日        | 最後の戦い! さらば，ダークファントム!   | 白石雅彦 田村竜   | どじゃがげん | 日下直義 | 池上太郎   |
| 40   | 9月19日        | 未来のダイスたち                        | 山田健一          | 神谷純       | 神谷純   | 坂崎忠     |

## 玩具
バンダイアメリカがアニメ放映と連動して製作。作中でのディノブレイカーの変形機能を忠実に再現している。国内では2005年6月よりトイザらスにて販売。海外では個別に売られていたドライバーのフィギュアとディノブレイカーがセットとなり、また細部の塗装が変更されている。
これまで製作されたディノブレイカーとドライバー：
- モトラプター&ジェット・シーゲル
- ディメトローダー&タック・カーター
- ホバープテラ&ロベール・クラピッシュ
- パラトライカー&サム・ンドゥール
- ナイトレックス&ダークファントム

なお、ドライバーは全てギルドジャケット装着状態の姿。